# János Zichy

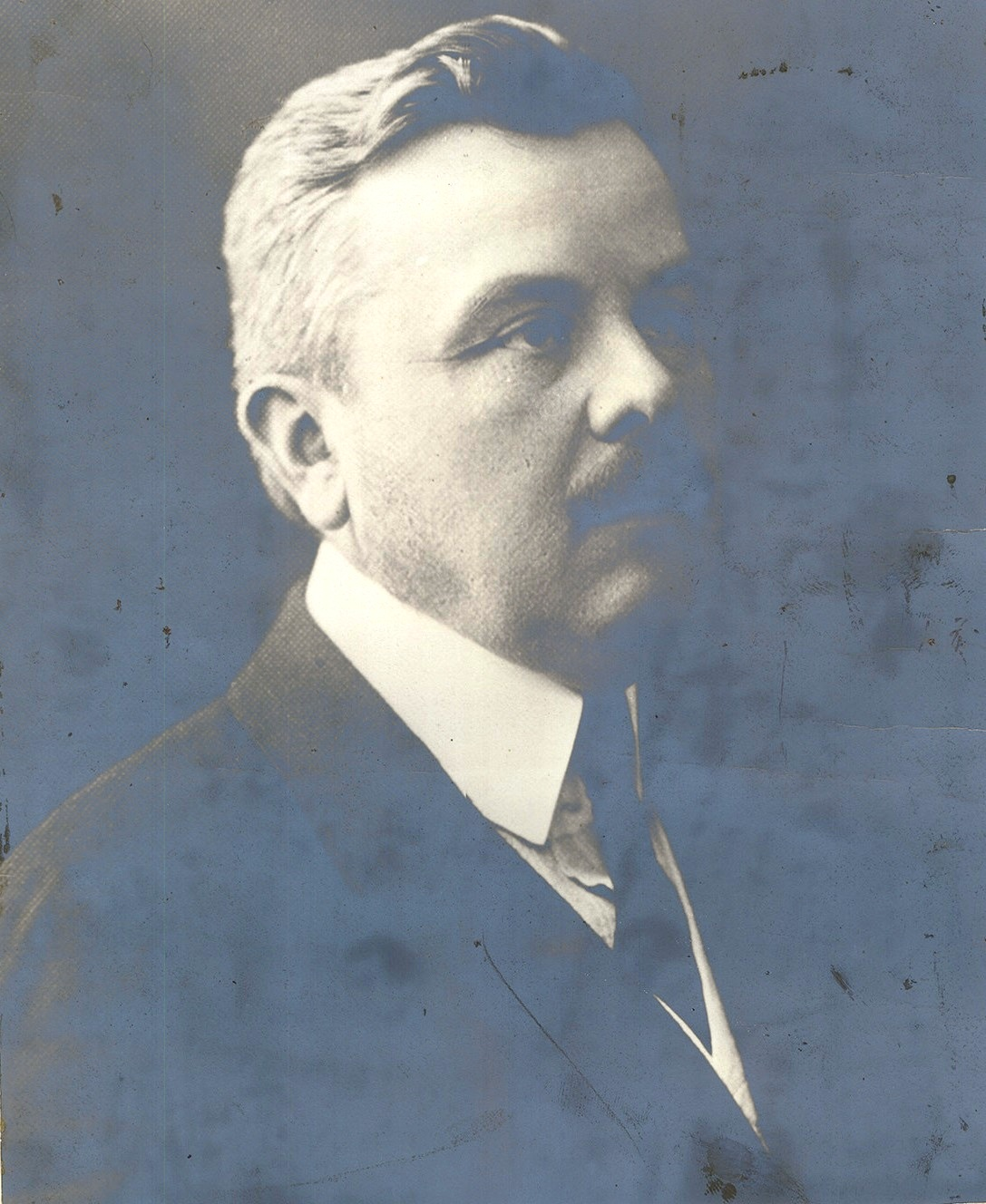
János Zichy

János Zichy, född 30 maj 1868 i Nagyláng, död där 6 januari 1944, var en ungersk greve och politiker. Han var kusin till Aladár Zichy.
Zichy invaldes 1896 i ungerska riksdagen, tillhörde där till 1906 Katolska folkpartiet, vars ledare han en tid var, men övergick sedan till greve Gyula Andrássys "författningsparti". Hans politiska inflytande stärktes genom den personliga förtroendeställning han innehade hos tronföljaren, ärkehertig Franz Ferdinand. Zichy inträdde mars 1910 som undervisningsminister i ministären Károly Khuen-Héderváry, kvarstod i ministären László Lukács (april 1912 till juni 1913) och tillhörde till statsvälvningen 1918 det ungerska parlamentariska livets förgrundsgestalter.